# Ichi-go ichi-e
Ichi-go ichi-e (一期一会?   literalmente «una vida, un encuentro») es una frase japonesa que describe un concepto cultural vinculado con frecuencia al famoso maestro de té Sen no Rikyū. El término se traduce normalmente como «solo por esta vez», «nunca más», o «una oportunidad en la vida».

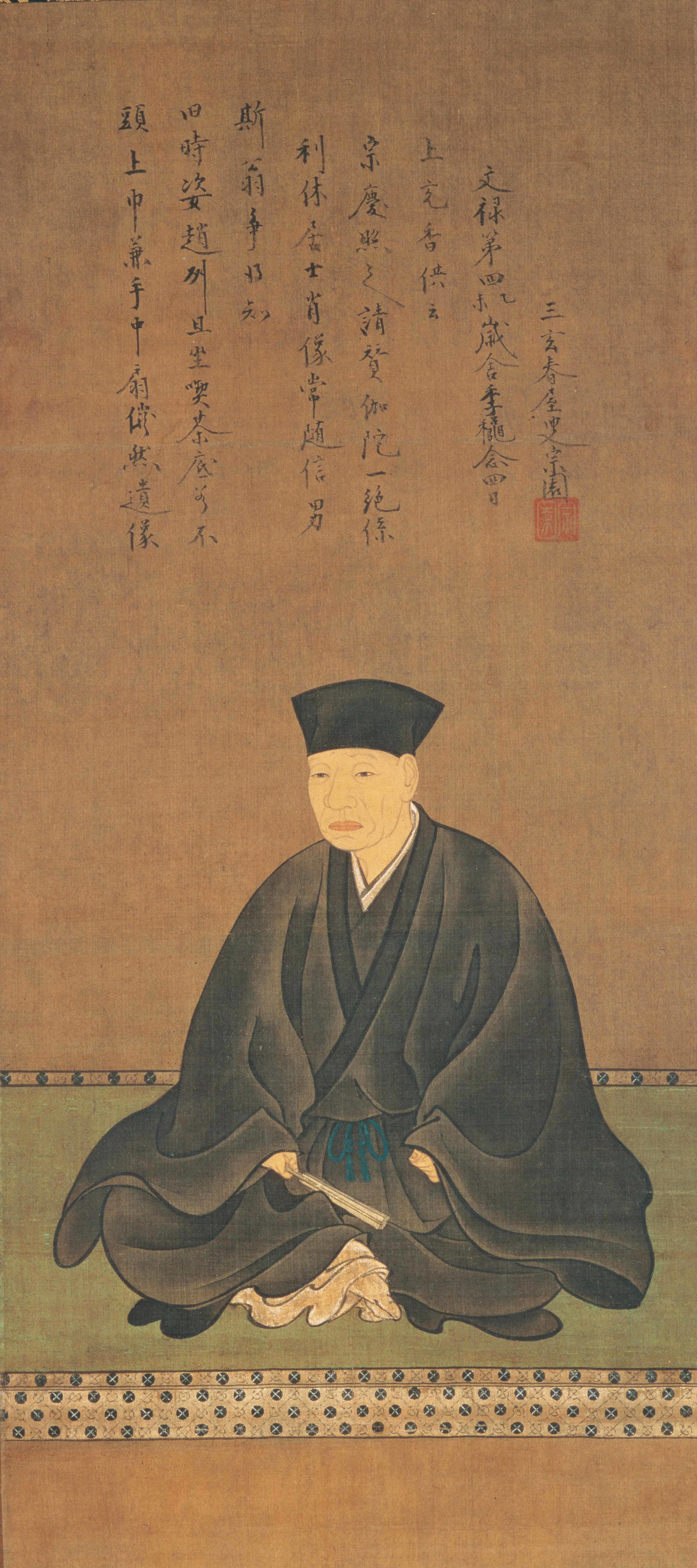
Sen no Rikyū

Ichi-go ichi-e se relaciona con el Budismo Zen y con conceptos de transitoriedad. El término se asocia particularmente con la Ceremonia japonesa del té, y con frecuencia se caligrafía sobre rollos que se cuelgan en el salón de té. En el contexto de la ceremonia del té, ichi-go ichi-e le recuerda a los participantes que cada reunión es única. 
El término también se repite mucho en el budō (vía marcial). A veces se usa para advertir a los estudiantes que se descuidan, o que con frecuencia interrumpen las técnicas a medio camino para «intentar de nuevo», en lugar de seguir adelante con la técnica a pesar del error. En un enfrentamiento a muerte, no hay oportunidad de «volverlo a intentar». Aunque las técnicas deben ensayarse muchas veces en el dojo, cada una debe verse como un evento singular y decisivo.

## Menciones en lacultura popular

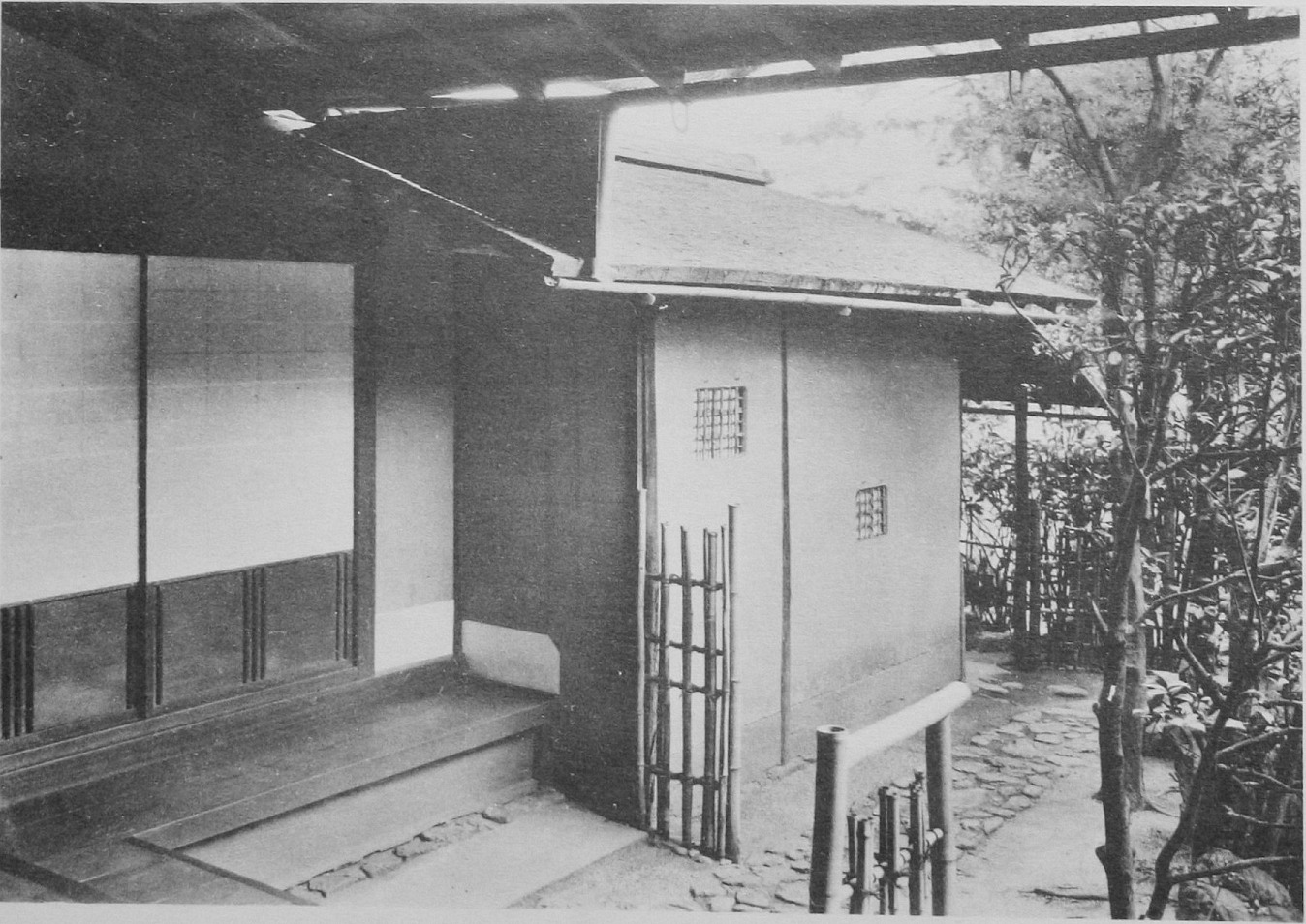
Chashitsu de Sen no Rikyū

- Chashitsu de Sen no RikyūEl término es la frase favorita de Hiro Nakamura en la serie de NBC llamada Héroes[1] y se utiliza como el subtítulo de la distribución de Forrest Gump en japonés.[2]

- El término se utiliza en un episodio del anime Azumanga Daioh. También es el título de una canción en la banda sonora de Kareshi Kanojo no Jijō.

- El término se utiliza en varios episodios de la serie de TBS llamada Hana Yori Dango.

- Él término se utiliza en un episodio de la serie llamada Nihonjin no Shiranai Nihongo.

- Él término se utiliza en el episodio 93 de la serie らんま½ (Ranma ½).

- El término da nombre al octavo episodio de la cuarta temporada de Mozart in the Jungle, en el que Hailey y Rodrigo participan en una ceremonia del té.

- La banda británica de rock progresivo Camel bautizó con este término su DVD editado en el año 2017, que contiene un concierto ofrecido en Tokio el año anterior.